# Since I've Been Loving You
Since I've Been Loving You je píseň na albu Led Zeppelin III (vydaném roku 1970) od hudební skupiny Led Zeppelin. Je považovaná za jednu z nejlepších blues-rockových písní vůbec.[zdroj?] Page v ní dokázal, že nehraje jen klasické skladby, ale i náročnou pomalou hudbu. To jediné, co této písni dodává rockový efekt, je kytara "zapojená do zásuvky" a Plantův arytmický zpěv, který se v určitých částech písně mění na jeho klasický drsný ječivý hlas.